# Крансо
Крансо́ (фр. Crançot) — колишній муніципалітет у Франції, у регіоні Бургундія-Франш-Конте, департамент Жура. Населення — 586 осіб (2011).
Муніципалітет був розташований на відстані близько 350 км на південний схід від Парижа, 70 км на південний захід від Безансона, 9 км на схід від Лонс-ле-Соньє.

## Історія
У 1956-2015 роках муніципалітет перебував у складі регіону Франш-Конте. Від 1 січня 2016 року належав до нового об'єднаного регіону Бургундія-Франш-Конте.
1 січня 2016 року Крансо, Гранж-сюр-Бом i Міребель було об'єднано в новий муніципалітет Отрош.

## Демографія
Динаміка населення (Insee ):
Розподіл населення за віком та статтю (2006):
| Стать | Всього | До 15 років | 15-24 | 25-44 | 45-64 | 65-85 | Понад 85 |
| --- | ------ | ----------- | ----- | ----- | ----- | ----- | -------- |
| Чоловіки | 252    | 32          | 56    | 32    | 116   | 16    | 0        |
| Жінки | 248    | 64          | 12    | 44    | 96    | 28    | 4        |
| \| Статево-вікова піраміда \| Статево-вікова піраміда \| Статево-вікова піраміда \| \| ----------------------- \| ----------------------- \| ----------------------- \| \| Чоловіки \| Вік \| Жінки \| \| 0 \| 85 + \| 4 \| \| 0 \| 80-84 \| 4 \| \| 8 \| 75-79 \| 8 \| \| 0 \| 70-74 \| 0 \| \| 8 \| 65-69 \| 16 \| \| 20 \| 60-64 \| 12 \| \| 28 \| 55-59 \| 12 \| \| 28 \| 50-54 \| 36 \| \| 40 \| 45-49 \| 36 \| \| 8 \| 40-44 \| 20 \| \| 16 \| 35-39 \| 4 \| \| 8 \| 30-34 \| 12 \| \| 0 \| 25-29 \| 8 \| \| 24 \| 20-24 \| 0 \| \| 32 \| 15-20 \| 12 \| \| 12 \| 10-14 \| 12 \| \| 8 \| 5-9 \| 20 \| \| 12 \| 0-4 \| 32 \| |        |             |       |       |       |       |          |
| Статево-вікова піраміда |        |             |       |       |       |       |          |
| Чоловіки | Вік    | Жінки       |       |       |       |       |          |
| 0 | 85 +   | 4           |       |       |       |       |          |
| 0 | 80-84  | 4           |       |       |       |       |          |
| 8 | 75-79  | 8           |       |       |       |       |          |
| 0 | 70-74  | 0           |       |       |       |       |          |
| 8 | 65-69  | 16          |       |       |       |       |          |
| 20 | 60-64  | 12          |       |       |       |       |          |
| 28 | 55-59  | 12          |       |       |       |       |          |
| 28 | 50-54  | 36          |       |       |       |       |          |
| 40 | 45-49  | 36          |       |       |       |       |          |
| 8 | 40-44  | 20          |       |       |       |       |          |
| 16 | 35-39  | 4           |       |       |       |       |          |
| 8 | 30-34  | 12          |       |       |       |       |          |
| 0 | 25-29  | 8           |       |       |       |       |          |
| 24 | 20-24  | 0           |       |       |       |       |          |
| 32 | 15-20  | 12          |       |       |       |       |          |
| 12 | 10-14  | 12          |       |       |       |       |          |
| 8 | 5-9    | 20          |       |       |       |       |          |
| 12 | 0-4    | 32          |       |       |       |       |          |

## Економіка
2010 року серед 382 осіб працездатного віку (15—64 років) 276 були активними, 106 — неактивними (показник активності 72,3%, у 1999 році було 76,6%). З 276 активних мешканців працювало 255 осіб (141 чоловік та 114 жінок), безробітними було 21 (6 чоловіків та 15 жінок). Серед 106 неактивних 20 осіб було учнями чи студентами, 45 — пенсіонерами, 41 була неактивною з інших причин.

У 2010 році в муніципалітеті числилось 226 оподаткованих домогосподарств, у яких проживали 538,0 особи, медіана доходів виносила 19 730 євро на одного особоспоживача